# Túnel de Oriente
El túnel de Oriente conecta el Área metropolitana del Valle de Aburrá con el Valle de San Nicolás, donde está el Aeropuerto Internacional José María Córdova. Es un túnel vehicular entre Medellín y Rionegro. Su inauguración tuvo lugar 15 de agosto de 2019, luego de una serie de retrasos debidos principalmente a filtraciones que se hallaron durante la construcción. Esta obra es el segundo túnel vehicular más largo de América Latina, después del Túnel de la Línea, también en Colombia, los cuales serían superados por el Túnel del Toyo, en Colombia, cuando sea inaugurado.
De occidente a oriente, las obras incluyen una serie de viaductos que parten desde la variante Las Palmas, aledaños al Seminario Mayor de Medellín, conducen al túnel, y desembocan en la glorieta Sajonia, que recibe el tráfico proveniente de Las Palmas, Santa Elena y el Aeropuerto Internacional José María Córdova. En total, la Concesión Túnel Aburrá–Oriente busca reducir de 45 a 18 minutos el tiempo promedio de viaje entre Medellín y el aeropuerto.